# Adventure Marathon
 Der er for få eller ingen kildehenvisninger i denne artikel, hvilket er et problem. Du kan hjælpe ved at angive troværdige kilder til de påstande, som fremføres i artiklen.

Adventure Marathon er en serie af maratonløb, som foregår på usædvanlige steder, og hvor smukke omgivelser og en 'eventyrpræget' løbeoplevelse er vigtigere end at opnå en hurtig tid. Adventure Marathon-løbene kan blandt andet foregå på Den Kinesiske Mur, på Grønlands indlandsis, i ruinbyen Petra i Jordan, i 3500 meters højde på det Tibetanske Plateau i Himalaya eller som en safari blandt Sydafrikas kendte Big Five-dyr. Adventure Marathon er arrangeret af Albatros Travel.
En række betinglser skal være opfyldt, for at et maraton kan kaldes et Adventure Marathon. Blandt disse er:
- Løberuten skal gå gennem enestående omgivelser med særpræget natur eller kultur, og underlaget skal være udfordrende at løbe på som fx klippe, sand, is eller vand.
- Ruten skal være yderst fysisk krævende, så gennemførselstiden bliver noget højere end i et typisk maratonløb.
- Ruten skal indeholde mange bratte stigninger og fald eller finde sted i stor højde.

Et Adventure Marathon er sædvanligvis en del af en større rejsepakke og finder sted flere gange årligt forskellige steder i verden.
Der kommer af og til nye løb til serien, som i øjeblikket indeholder fem løb med både maraton-, halvmaraton-, 10 km- og 5 km-distancer:
- Great Wall Marathon
- Big Five Marathon
- Great Tibetan Marathon
- Petra Marathon (Udgået)
- Polar Circle Marathon
- Bagan Temple Marathon